# Cestus
Cestus (拳闘暗黒伝セスタス?, Kentou ankokuden Cestvs) è un manga realizzato da Shizuya Wazarai. I 15 volumi dell'opera sono stati pubblicati in Giappone da Hakusensha dal 29 maggio 1998 al 29 maggio 2009. Un adattamento italiano è stato edito dalla Panini Comics dal 1º febbraio 1999 al 19 agosto 2010. Da maggio 2010, il manga è continuato con una seconda stagione, intitolata Cestus II Serie - La leggenda della lotta disperata (拳奴死闘伝セスタス|Kobushi yakko shitōden Cestvs), sempre ad opera di Wazarai e pubblicata ancora da Panini Comics a partire da aprile 2012.

## Trama
La trama di Cestus si svolge nell'antica Roma, all'epoca in cui il potere era nelle mani dell'imperatore Nerone, diciassettenne. Protagonista del manga è l'omonimo personaggio, Cestus, uno schiavo pugile di appena 15 anni. Già dall'inizio entriamo nell'atmosfera crudele caratteristica dei Seinen, in quanto, dopo un match col suo amico Rocco per decidere chi dei due diverrà membro della scuola di Valente, quest'ultimo verrà ucciso, poiché considerato un perdente. Cestus affronterà così la sua difficile vita assieme al maestro Zafar, e in seguito farà la conoscenza dell'imperatore stesso e anche di Lusca, lottatore libero e suo coetaneo.

## Volumi
| Nº | Titolo italiano Giapponese 「Kanji」 - Rōmaji | Data di prima pubblicazione        | Data di prima pubblicazione |
| Nº | Titolo italiano Giapponese 「Kanji」 - Rōmaji | Giapponese                         | Italiano                    |
| 1  | Cestus 1 「拳闘暗黒伝セスタス 1」 - Kentou ankokuden Cestvs 1 | 29 maggio 1998 ISBN 4592133218     | 1º febbraio 1999            |
| 1  | Trama La storia si apre nel 54 d.C. Cestus, un giovane pugile, si trova nelle prigioni coi suoi compagni di sventura. Stranamente, vengono condotti al cospetto di Giuliano Valente, deciso a tenere una selezione per acquistare qualche pugile. Cestus è costretto, a malincuore, ad affrontare l'amico Rocco che, una volta sconfitto, viene giustiziato dalle guardie di Valente. Cestus cresce così in un ambiente crudele, con il conforto del solo maestro Zafar. In breve Cestus è costretto ad affrontare il suo destino nell'arena, dopo aver incontrato un uomo verso il quale prova rancore, Demetrio; incontra anche un giovane patrizio, Lusca, che lo indirizza verso gli spogliatoi. Cestus vive un momento drammatico, poiché nell'arena è costretto ad affrontare pugili professionisti e adulti. In caso di sconfitta, egli verrebbe ucciso. Tuttavia il suo giovane talento lo premia ed esce vincitore dall'incontro, che entusiasma persino Nerone. Nonostante il suo gran cuore, Cestus non riesce a salvare l'avversario, il quale viene giustiziato. L'incontro successivo vede Lusca contro un pugile esperto, che verrà però sconfitto dal giovane, facente uso di tecniche di combattimento particolari. Nerone è estasiato e decide di invitare a palazzo i due combattenti, ma la madre, Agrippina, li costringe a combattere, sotto gli occhi di Ottavia, la moglie di Nerone, di Zafar e di Demetrio, padre di Lusca. Cestus non ha speranze e viene sconfitto, mentre Nerone esplode sentendosi oppresso. Tuttavia Zafar rincuora Cestus, mentre il cammino verso la libertà del giovane è appena iniziato. |                                    |                             |
| 2  | Cestus 2 「拳闘暗黒伝セスタス 2」 - Kentou ankokuden Cestvs 2 | 27 novembre 1998 ISBN 4592133226   | 1º settembre 1999           |
| 2  | Trama Cestus deve ancora farsi le ossa nel suo ambiente, siccome essendo ancora giovane e gracile viene messo facilmente in difficoltà dagli altri pugili. Dopo un fortunoso incontro fa la conoscenza di Ashley, un giovane saltimbanco dai capelli rossi, che si definisce suo compagno di sventure. Cestus viene in seguito convocato da Roxane, una guardia imperiale, al palazzo di Nerone, dove è presente anche una compagnia di saltimbanchi, tra i quali ritrova Ashley, che si rivela un esperto funambolo. Cestus incontra anche Lusca e assieme a lui posa per Nerone, che ha incaricato i suoi sottoposti di realizzare delle statue. In un rocambolesco incontro tra Cestus e Ashley nelle terme, si scopre che quest'ultimo è in realtà una ragazza, e in seguito si scopre anche che la compagnia è stata assoldata per attentare alla vita di Nerone. Cestus e Ashley scoprono di avere un passato simile, ma la ragazza si rivela scontrosa nei confronti del pugile. La notte stessa, Ashley cerca di assassinare Nerone, trovando però al suo posto Lusca, che la blocca. Ella riesce fortunosamente a scappare ma, non vedendo alcuna via di fuga nemmeno sul consiglio di Cestus, tenta il suicidio, venendo fermata da quest'ultimo. Si scopre che è stata proprio lei ad organizzare l'attentato, poiché prova rancore verso Roma. Lei e la compagnia sono costrette ad affrontare dei gladiatori. Dei saltimbanchi rimane solo lei, dato che i suoi compagni sono stati massacrati. Tuttavia Cestus afferma che Ashley è un artista e non un assassino, e la sfida, lei armata e lui a mani nude. Ashley si arrende ma Agrippina non è comunque soddisfatta, ordinando la sua esecuzione. Interviene però Lusca, che svela l'identità di Ashley e si assume la colpa dell'accaduto. Siccome Ashley è una ragazza, verrà punita con l'esilio. Cestus ha imparato dal suo incontro con la ragazza e affronta gli incontri successivi ricordando il suo scontro con lei. Il romanzo si chiude con la ragazza che si libera e scappa a cavallo, promettendosi di ritrovare Cestus, e Lusca che si complimenta col giovane pugile. |                                    |                             |
| 3  | Cestus 3 「拳闘暗黒伝セスタス 3」 - Kentou ankokuden Cestvs 3 | 28 maggio 1999 ISBN 4592133234     | 2 novembre 2000             |
| 4  | Cestus 4 「拳闘暗黒伝セスタス 4」 - Kentou ankokuden Cestvs 4 | 17 dicembre 1999 ISBN 4592133242   | 1º dicembre 2000            |
| 5  | Cestus 5 「拳闘暗黒伝セスタス 5」 - Kentou ankokuden Cestvs 5 | 29 giugno 2000 ISBN 4592133250     | 29 marzo 2001               |
| 6  | Cestus 6 「拳闘暗黒伝セスタス 6」 - Kentou ankokuden Cestvs 6 | 29 gennaio 2001 ISBN 4592133269    | 25 ottobre 2001             |
| 7  | Cestus 7 「拳闘暗黒伝セスタス 7」 - Kentou ankokuden Cestvs 7 | 28 febbraio 2002 ISBN 4592133277   | 25 settembre 2003           |
| 8  | Cestus 8 「拳闘暗黒伝セスタス 8」 - Kentou ankokuden Cestvs 8 | 29 settembre 2003 ISBN 4592133285  | 26 maggio 2005              |
| 9  | Cestus 9 「拳闘暗黒伝セスタス 9」 - Kentou ankokuden Cestvs 9 | 27 agosto 2004 ISBN 4592133293     | 27 ottobre 2005             |
| 10 | Cestus 10 「拳闘暗黒伝セスタス 10」 - Kentou ankokuden Cestvs 10 | 28 febbraio 2005 ISBN 4592133307   | 22 dicembre 2005            |
| 11 | Cestus 11 「拳闘暗黒伝セスタス 11」 - Kentou ankokuden Cestvs 11 | 29 settembre 2005 ISBN 459214371X  | 30 agosto 2007              |
| 12 | Cestus 12 「拳闘暗黒伝セスタス 12」 - Kentou ankokuden Cestvs 12 | 29 agosto 2006 ISBN 4592143728     | 2 novembre 2007             |
| 13 | Cestus 13 「拳闘暗黒伝セスタス 13」 - Kentou ankokuden Cestvs 13 | 27 luglio 2007 ISBN 978-4592143734 | 30 ottobre 2008             |
| 14 | Cestus 14 「拳闘暗黒伝セスタス 14」 - Kentou ankokuden Cestvs 14 | 27 giugno 2008 ISBN 978-4592143741 | 10 dicembre 2009            |
| 15 | Cestus 15 「拳闘暗黒伝セスタス 15」 - Kentou ankokuden Cestvs 15 | 29 maggio 2009 ISBN 978-4592143758 | 19 agosto 2010              |